# Distretto di Besni
Il distretto di Besni (in turco Besni ilçesi) è uno dei distretti della provincia di Adıyaman, in Turchia.